# بات تيلمان
باتريك دانيال «بات» تيلمان (بالإنجليزية: Patrick Daniel "Pat" Tillman) ولد في 6 نوفمبر 1976 في فريمونت بولاية كاليفورنيا، وتوفي في 22 أبريل 2004 في أفغانستان. كان لاعب كرة قدم أمريكية، لكنه تركها ليلتحق بالجيش في يونيو 2002، حيث أدى مهامه العسكرية في العراق وأفغانستان وهناك لقي حتفه بنيران صديقه على طريق الخطأ.

## وصلات خارجية
- بات تيلمان على موقع إي إس بي إن.كوم (أن.أف.أل)3
- بات تيلمان على موقع مرجع كرة القدم المحترفة.كوم (الإنجليزية)
- بات تيلمان على موقع IMDb (الإنجليزية)
- بات تيلمان على موقع الموسوعة البريطانية (الإنجليزية)
- بات تيلمان على موقع ميوزك برينز (الإنجليزية)
- بات تيلمان على موقع إن إن دي بي (الإنجليزية)
- بات تيلمان على موقع قاعدة بيانات الفيلم (الإنجليزية)

## طالع أيضًا
- جسر مايك أوكالاهان-بات تيلمان التذكاري